# Arrans
Cet article possède un paronyme, voir Arras.
Arrans est une commune française située dans le département de la Côte-d'Or, en région Bourgogne-Franche-Comté.

## Géographie

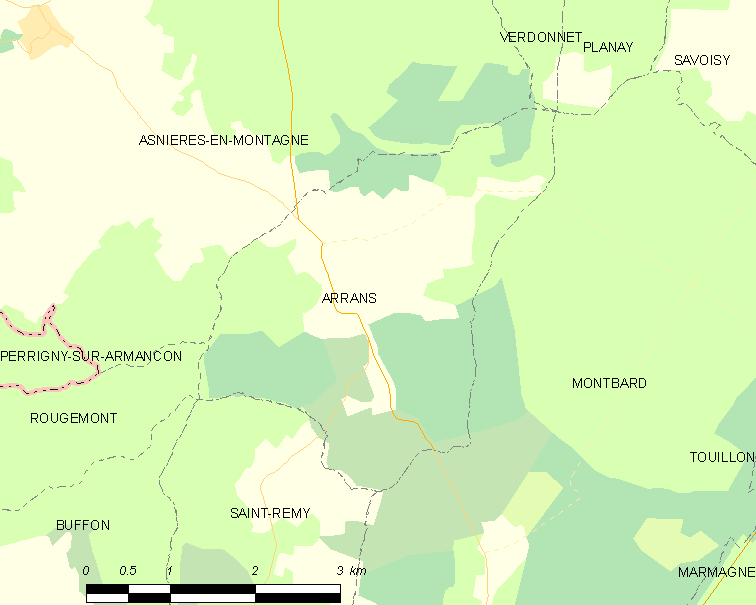

La commune s'étend sur 10,5 km à 310 mètres d'altitude.

### Climat
Pour des articles plus généraux, voir Climat de la Bourgogne-Franche-Comté et Climat de la Côte-d'Or.
En 2010, le climat de la commune est de type climat des marges montargnardes, selon une étude du Centre national de la recherche scientifique s'appuyant sur une série de données couvrant la période 1971-2000. En 2020, Météo-France publie une typologie des climats de la France métropolitaine dans laquelle la commune est exposée à un climat océanique altéré et est dans la région climatique Lorraine, plateau de Langres, Morvan, caractérisée par un hiver rude (1,5 °C), des vents modérés et des brouillards fréquents en automne et hiver.
Pour la période 1971-2000, la température annuelle moyenne est de 10,1 °C, avec une amplitude thermique annuelle de 15,8 °C. Le cumul annuel moyen de précipitations est de 856 mm, avec 12,4 jours de précipitations en janvier et 8,3 jours en juillet. Pour la période 1991-2020, la température moyenne annuelle observée sur la station météorologique de Météo-France la plus proche, « Montbard_sapc », sur la commune de Montbard à 8 km à vol d'oiseau, est de 11,4 °C et le cumul annuel moyen de précipitations est de 853,5 mm,. Pour l'avenir, les paramètres climatiques de la commune estimés pour 2050 selon différents scénarios d'émission de gaz à effet de serre sont consultables sur un site dédié publié par Météo-France en novembre 2022.

## Urbanisme

### Typologie
Au 1er janvier 2024, Arrans est catégorisée commune rurale à habitat dispersé, selon la nouvelle grille communale de densité à 7 niveaux définie par l'Insee en 2022.
Elle est située hors unité urbaine. Par ailleurs la commune fait partie de l'aire d'attraction de Montbard, dont elle est une commune de la couronne,. Cette aire, qui regroupe 34 communes, est catégorisée dans les aires de moins de 50 000 habitants,.

### Occupation des sols
L'occupation des sols de la commune, telle qu'elle ressort de la base de données européenne d’occupation biophysique des sols Corine Land Cover (CLC), est marquée par l'importance des forêts et milieux semi-naturels (66,3 % en 2018), une proportion identique à celle de 1990 (66,3 %). La répartition détaillée en 2018 est la suivante : 
forêts (66,3 %), terres arables (33,7 %). L'évolution de l’occupation des sols de la commune et de ses infrastructures peut être observée sur les différentes représentations cartographiques du territoire : la carte de Cassini (XVIIIe siècle), la carte d'état-major (1820-1866) et les cartes ou photos aériennes de l'IGN pour la période actuelle (1950 à aujourd'hui).

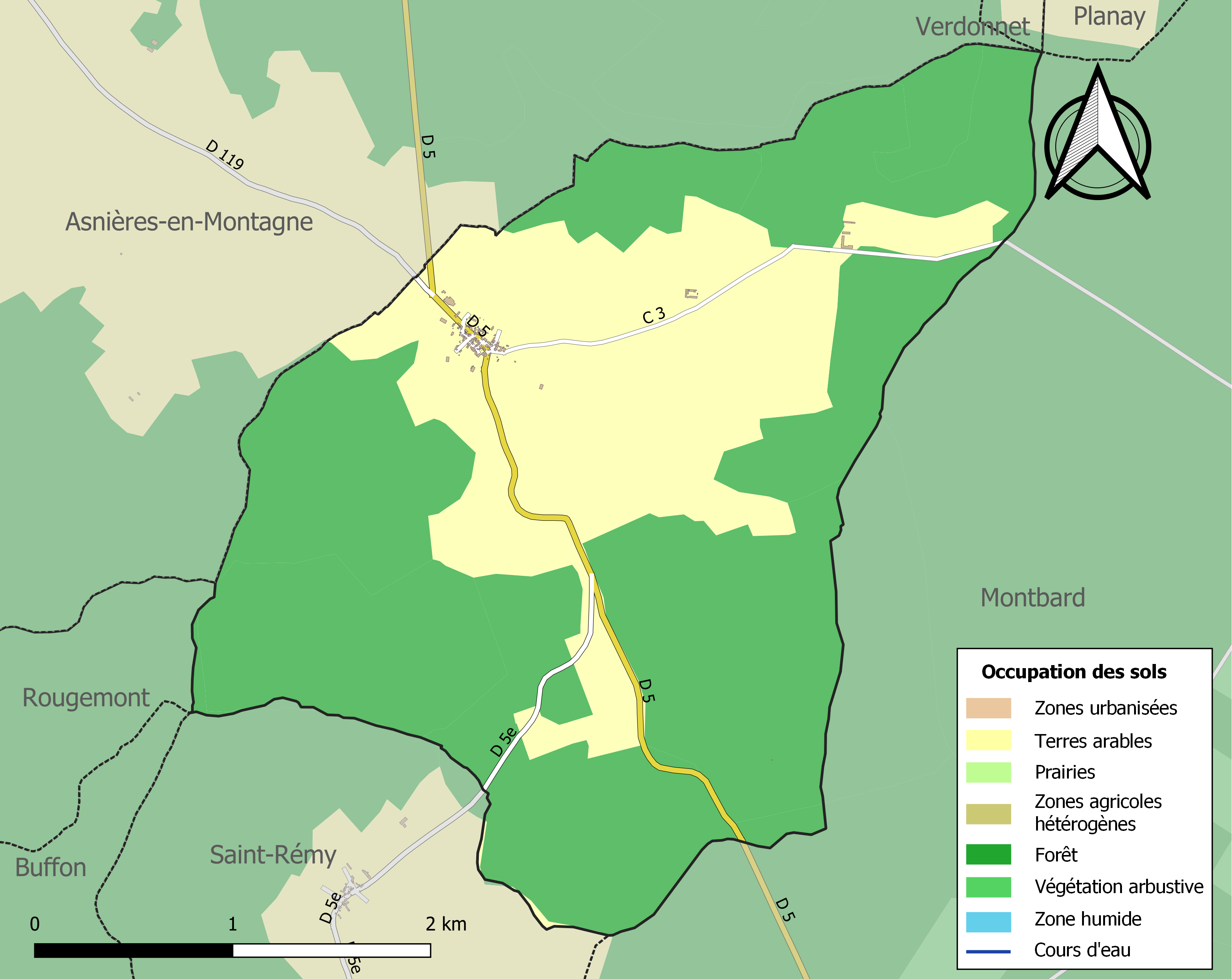
Carte des infrastructures et de l'occupation des sols de la commune en 2018 (CLC).

## Toponymie
Le nom du village n’apparait qu'au XIIe siècle dans les titres de l'abbaye du Puits d'Orbe. L'étymologie en reste obscure.

## Histoire
Pendant longtemps seules des citernes alimentent les habitations en eau ; ce qui vaut à leurs occupants le sobriquet de « gueules souèches ». Les vestignes d'une mare chatillonnaise sont encore identifiables au centre du village par son muret en demi-cercle.
La tradition orale retient que les bois d'Arrans étaient le répère de bandes de malandrins démantelées par l'infiltration d'un lieutenant de maréchaussée qui aurait permis de mettre fin à leurs méfaits.
Créé dans la seconde moitié du XVIIIe siècle par M. Lefébure de Saint-Maur, le domaine de la Carolue est racheté en 1923 par la commune de Levallois-Perret qui y installe la première colonie municipale de France. Celle-ci accueille 249 garçons et 139 filles en août 1933. Lors de la seconde guerre mondiale un hôpital militaire y est aménagé ainsi qu’un camp d'internement pour les réfugiés de la guerre d'Espagne. Aujourd'hui, une partie des bâtiments a disparu et le domaine semble abandonné au fond des bois.

## Politique et administration
| Période      | Période      | Identité                            | Étiquette | Qualité             |
| ------------ | ------------ | ----------------------------------- | --------- | ------------------- |
| avant 1988   | mars 2008    | Jean-Pierre Vaillant                |           |                     |
| mars 2008    | mars 2014    | Thomas Viallet                      |           |                     |
| mars 2014    | juillet 2017 | Yolaine de Courson de la Villeneuve | LREM      | Députée depuis 2017 |
| juillet 2017 | En cours     | Françoise May                       |           |                     |

## Démographie
L'évolution du nombre d'habitants est connue à travers les recensements de la population effectués dans la commune depuis 1793. Pour les communes de moins de 10 000 habitants, une enquête de recensement portant sur toute la population est réalisée tous les cinq ans, les populations de référence des années intermédiaires étant quant à elles estimées par interpolation ou extrapolation. Pour la commune, le premier recensement exhaustif entrant dans le cadre du nouveau dispositif a été réalisé en 2004.

En 2022, la commune comptait 63 habitants, en évolution de −17,11 % par rapport à 2016 (Côte-d'Or : +0,82 %, France hors Mayotte : +2,11 %).
| 1793 | 1800 | 1806 | 1821 | 1831 | 1836 | 1841 | 1846 | 1851 |
| ---- | ---- | ---- | ---- | ---- | ---- | ---- | ---- | ---- |
| 186  | 194  | 180  | 179  | 172  | 179  | 183  | 204  | 215  |

| 1856 | 1861 | 1866 | 1872 | 1876 | 1881 | 1886 | 1891 | 1896 |
| ---- | ---- | ---- | ---- | ---- | ---- | ---- | ---- | ---- |
| 260  | 200  | 181  | 184  | 185  | 154  | 153  | 166  | 141  |

| 1901 | 1906 | 1911 | 1921 | 1926 | 1931 | 1936 | 1946 | 1954 |
| ---- | ---- | ---- | ---- | ---- | ---- | ---- | ---- | ---- |
| 138  | 131  | 122  | 100  | 104  | 86   | 87   | 105  | 120  |

| 1962 | 1968 | 1975 | 1982 | 1990 | 1999 | 2004 | 2006 | 2009 |
| ---- | ---- | ---- | ---- | ---- | ---- | ---- | ---- | ---- |
| 95   | 71   | 62   | 85   | 86   | 82   | 69   | 69   | 66   |

| 2014 | 2019 | 2022 | - | - | - | - | - | - |
| ---- | ---- | ---- | - | - | - | - | - | - |
| 73   | 67   | 63   | - | - | - | - | - | - |

## Culture locale et patrimoine

### Lieux et monuments
- L'église Saint-Pierre-Célestin, chapelle d'origine romane du XVe siècle, abrite des peintures murales du XVIe siècle.
- Au centre du village, une tour ronde surnommée le « château » est le vestige d'un colombier du XVIe siècle qui a perdu sa partie supérieure. Ses murs atteignent un mètre d'épaisseur et elle abritait plus de 1 400 boulins sur 24 rangs superposés.

## Héraldique
| Blason de Arrans | Blason  | Parti: de sinople à un cerf saillant d'argent, et d'or à un sanglier rampant contourné de gueules. |
| Blason de Arrans | Détails | Sur Intramuros depuis au moins 2022                                                                |